# Estilo humbertino

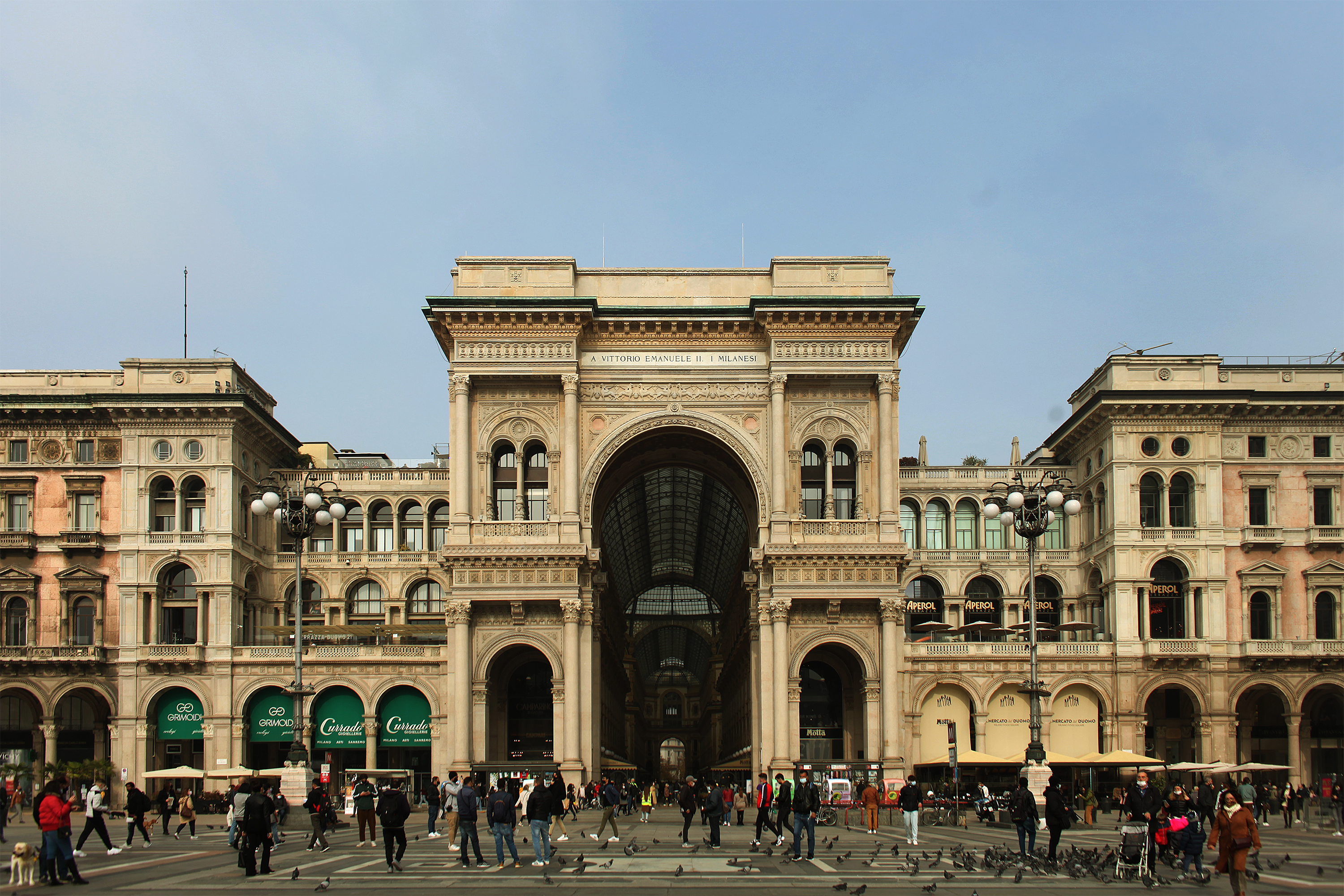
La Galería Víctor Manuel II de Milán.

El estilo humbertino (en italiano: stile umbertino) es una corriente estilística y arquitectónica neorrenacentista que afectó en particular a Italia a finales del siglo xix. Es un estilo típico del eclecticismo de la arquitectura y las artes decorativas europeas de finales del siglo xix, pero con particularidades significativas vinculadas al nacimiento de Italia como reino unificado, y se caracteriza por la mezcla de elementos decorativos del pasado. Floreció durante el reinado de Humberto I de Italia, en honor a quien recibe su nombre, y fue más popular en Roma.

## Historia

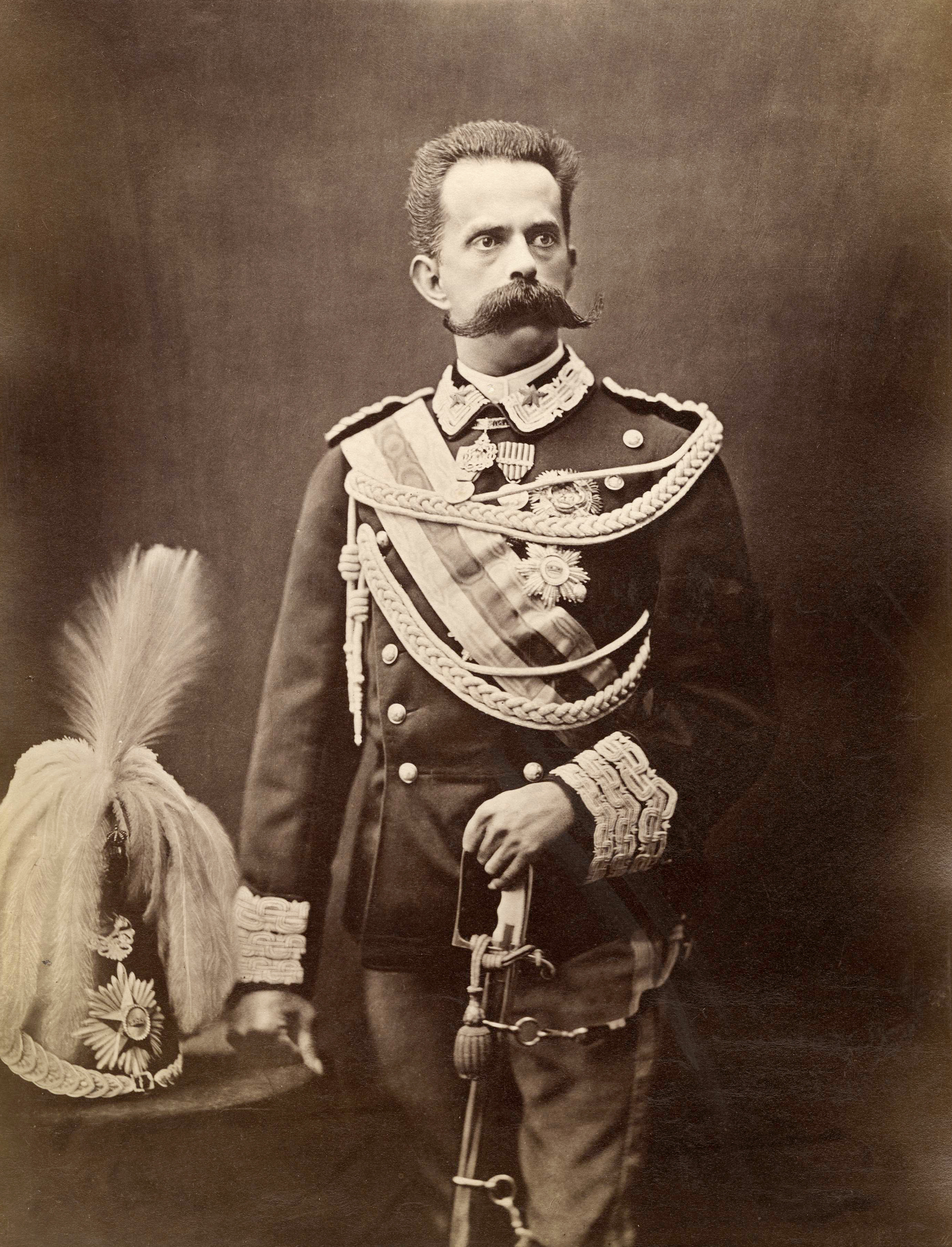
Humberto I de Italia.

El estilo debe su nombre al rey de Italia entonces en el trono, Humberto I, que reinó desde el 9 de enero de 1878 hasta su asesinato el 29 de julio de 1900, como también sucedió en Francia, donde floreció el estilo Napoleón III o Segundo Imperio. Esto era común en la época: basta pensar en el estilo victoriano en Inglaterra o el guillermino en Alemania, que reciben su nombre respectivamente de la reina Victoria del Reino Unido y de Guillermo II. El término no se reserva exclusivamente a la arquitectura, sino que también puede describir el mobiliario de la época y otras artes decorativas.
Al igual que otras corrientes eclécticas que se manifestaban entonces en Europa, tuvo su inicio en la década de 1860, y las realizaciones más tardías se completaron en la década de 1920. Durante medio siglo, la arquitectura humbertina manifiesta una continuidad y una homogeneidad destacables. Así, prácticamente no hay ninguna diferencia estilística entre la Galería Víctor Manuel II, iniciada en Milán en 1867, y la Galleria Umberto I, completada en Nápoles en 1891.
Aunque los edificios italianos y otras expresiones artísticas de este estilo siguen en muchos sentidos el camino seguido en otros países europeos, el estilo humbertino difiere en la medida en que se esfuerza en formular un estilo italiano verdaderamente nacional. Esto sucedió ampliamente en las décadas inmediatamente posteriores a la unificación italiana, como uno de los muchos intentos para construir un sentido de unidad nacional. En consecuencia, el estilo pasó a ser aplicado a menudo en edificios gubernamentales, como sedes de ministerios y tribunales de justicia, así como en palacios y villas para la clase alta, especialmente en Roma, que en 1870 se convirtió en la nueva capital del reino. En esta ciudad, el Ayuntamiento y el Gobierno desarrollaron un ambicioso proyecto para remodelar la ciudad y dotarla de infraestructuras apropiadas para su condición de capital. La popularidad del estilo humbertino aumentó después de 1870 y disminuyó en torno a 1895. Sin embargo, permaneció en uso para edificios oficiales hasta bien entrada la segunda década del siglo xx.

### Un arte nacional

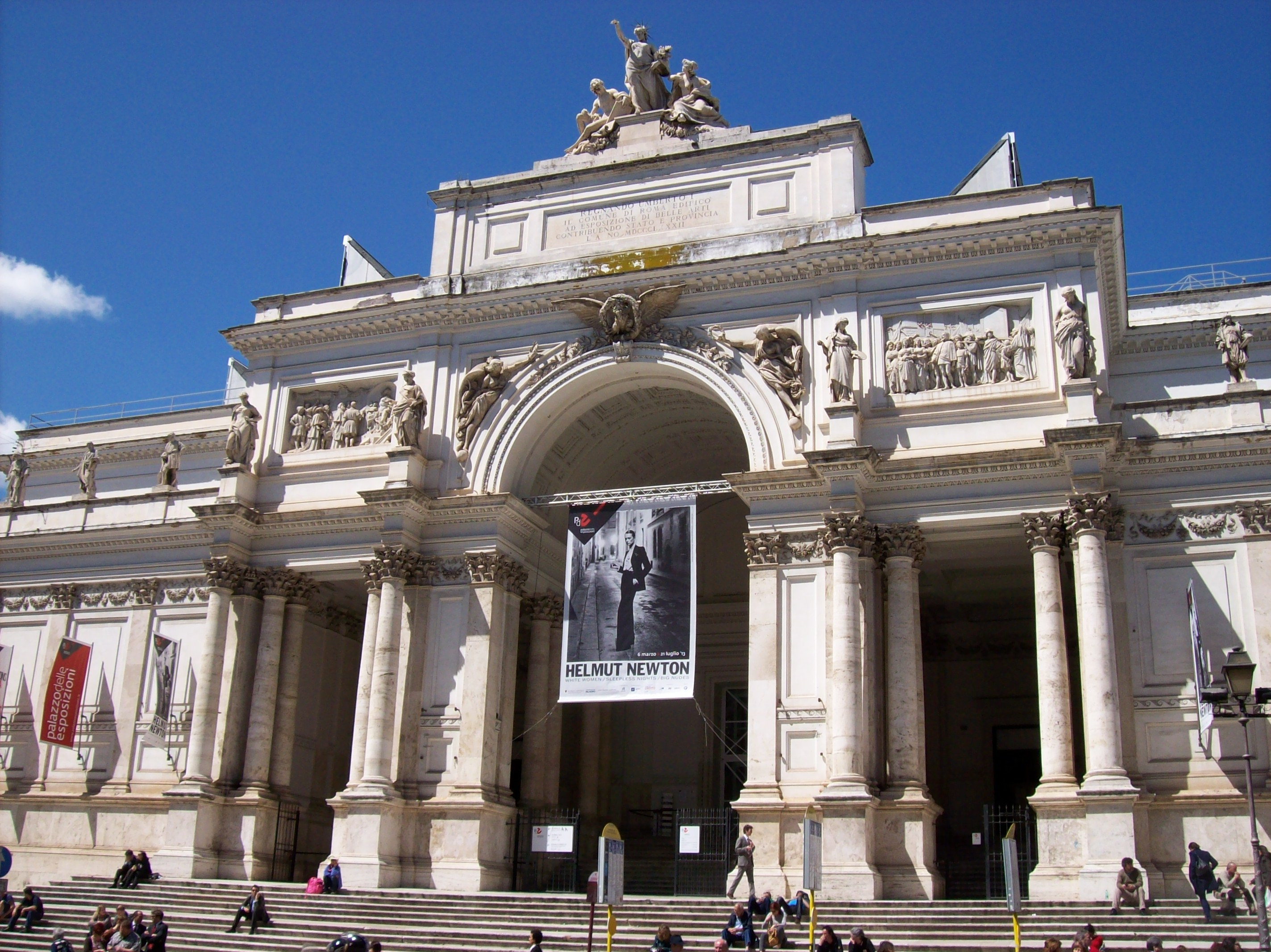
El Palazzo delle Esposizioni (1883) de Roma.

Este estilo es inseparable del triunfo del Risorgimento, con la proclamación del Reino de Italia en 1861 y más tarde la anexión en 1870 de Roma al nuevo Estado. Estos sucesos provocaron en las décadas siguientes una gran cantidad de encargos públicos para albergar ministerios y oficinas públicas, así como un boom inmobiliario para alojar a las decenas de miles de empleados públicos. Luigi Broggi, Guglielmo Calderini, Gaetano Koch y Manfredo Manfredi están entre los arquitectos más conocidos que dieron forma a la Roma de finales del siglo xix.
Los estilos heredados de la antigüedad romana eran un patrimonio común a toda Europa, pero la lectura propiamente italiana que les dio el Renacimiento fue predilecta en esta época de fervor nacionalista en la que Italia entró en el concierto de las grandes potencias europeas. Al mismo tiempo, la voluntad de afirmar la grandeza del nuevo Estado se tradujo en la «apariencia monumental, masiva y desproporcionada de los edificios públicos».
La estética humbertina se popularizó y se propagó por todo el país, sin precouparse de su adaptación a los estilos locales. Los almohadillados de esquinas protuberantes y las cornisas sobredimensionadas se encuentran entre los rasgos que caracterizan este estilo, que en la actualidad sigue determinando el paisaje urbano de los barrios burgueses de las grandes ciudades italianas.

## Características

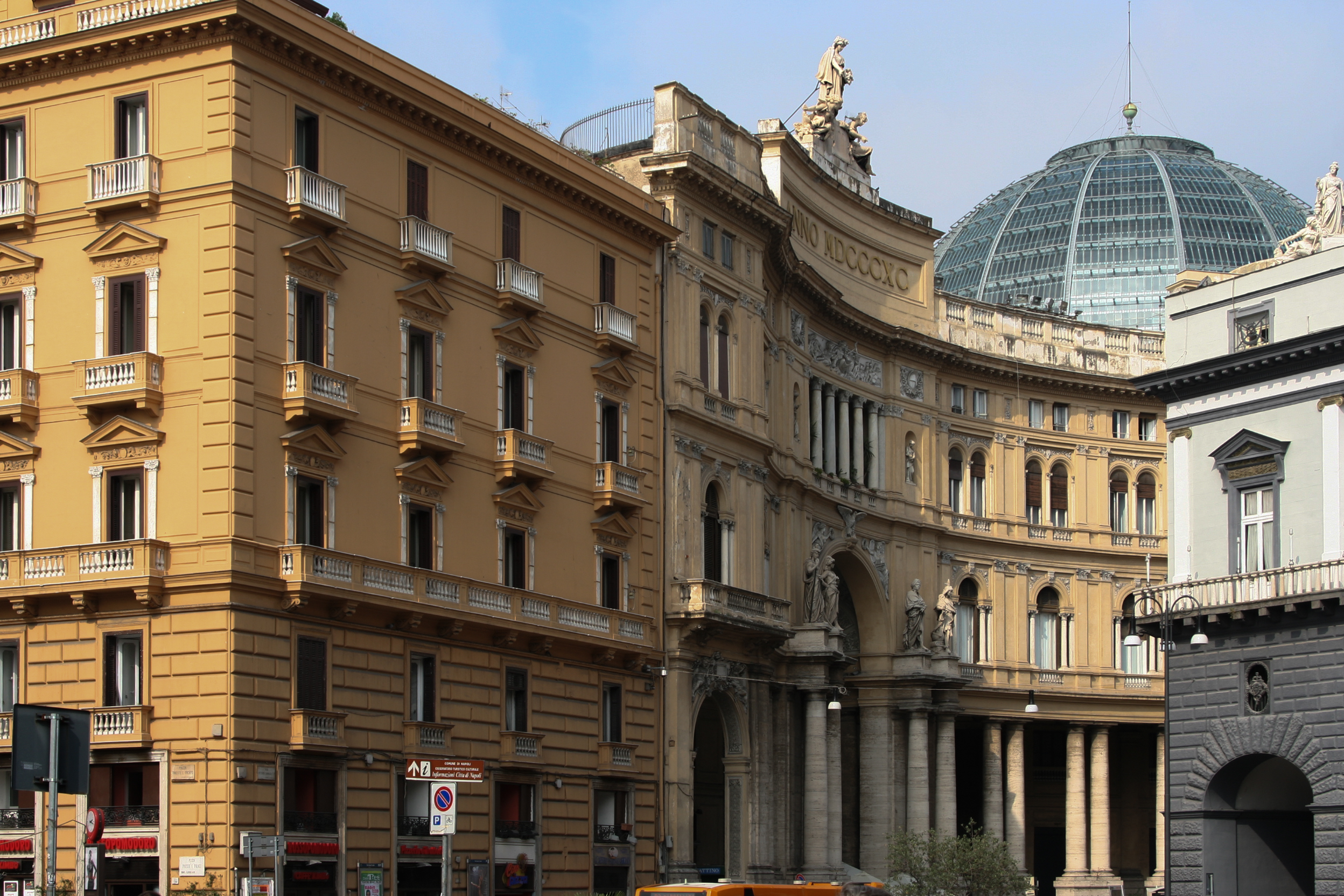
La Galleria Umberto I de Nápoles.

El estilo humbertino es típicamente italiano y se enmarca en el eclecticismo que caracteriza la segunda mitad del siglo xix, configurándose como la declinación italiana del neobarroco entonces en boga en Europa.
Fue el estilo hegemónico en Italia durante unos veinte años, pasando a estar acompañado, a partir de finales del siglo, por nuevos estilos como el modernismo, desarrollado en Italia con el apelativo de Liberty o stile floreale y conocido universalmente como art nouveau, al cual seguirá el art déco. El estilo humbertino seguirá siendo, no obstante, predominante hasta la experimentación con la mampostería mixta de los años treinta, que en breve llevaría al desarrollo del hormigón armado y posibilitaría los ejercicios estilísticos del racionalismo italiano y del Movimiento Moderno.
En este estilo, prevalentemente ecléctico y monumental, se repropusieron en los muebles, desde la cómoda hasta el gran armario o la alacena, elementos góticos y barrocos pertenecientes originalmente al Renacimiento, pero también adornos como mascarones de grandes dimensiones, cornisas y variadas decoraciones.

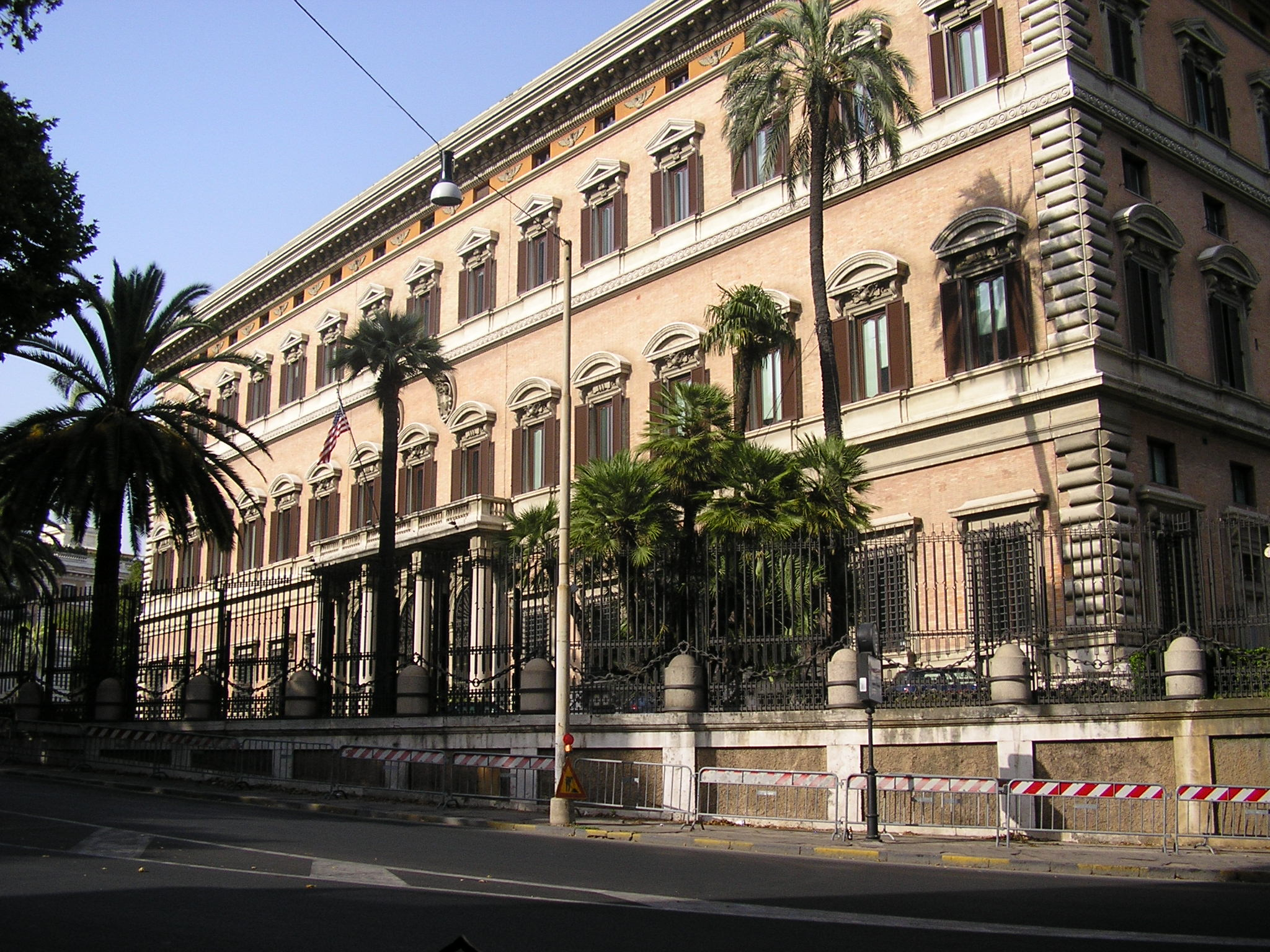
El Palazzo Margherita, actual embajada de los Estados Unidos en Roma.

Al igual que otras variantes del eclecticismo del siglo xix, el estilo humbertino se inspira en varios periodos de la historia del arte. La arquitectura humbertina se caracteriza por su intento de aproximarse a los cánones del Renacimiento tardío, y toma como modelo en particular a los palacios romanos del siglo xvi. Los edificios se caracterizan por una innegable rigidez formal, pero pese a lo estereotipada que es, la ornamentación tiende a la sobriedad y a una cierta dignidad.
El estilo humbertino se diferencia del Napoleón III por un lado porque floreció más tarde, y por otro lado porque mostró una verdadera originalidad, sobre todo en la arquitectura. La arquitectura humbertina se caracteriza por una interpretación particularmente conservadora del eclecticismo, que pretende la formulación de un estilo «nacional», identificado posteriormente en un neorrenacimiento académico y convencional, salpicado por elementos neobarrocos, corriente entonces imperante en Francia y otros países europeos.
A diferencia del eclecticismo alemán de la época guillermina y del Beaux Arts francés, el estilo humbertino se presenta como un eclecticismo disciplinado y codificado, que deja la puerta abierta a un eventual regreso al neoclasicismo y se opone al espíritu barroco, estilo que estaba vinculado a la Iglesia católica (es la época en la que el papado, que no acepta la pérdida de su poder temporal sobre Roma, está en oposición frontal con el poder civil).

## Ejemplos de arquitectura humbertina

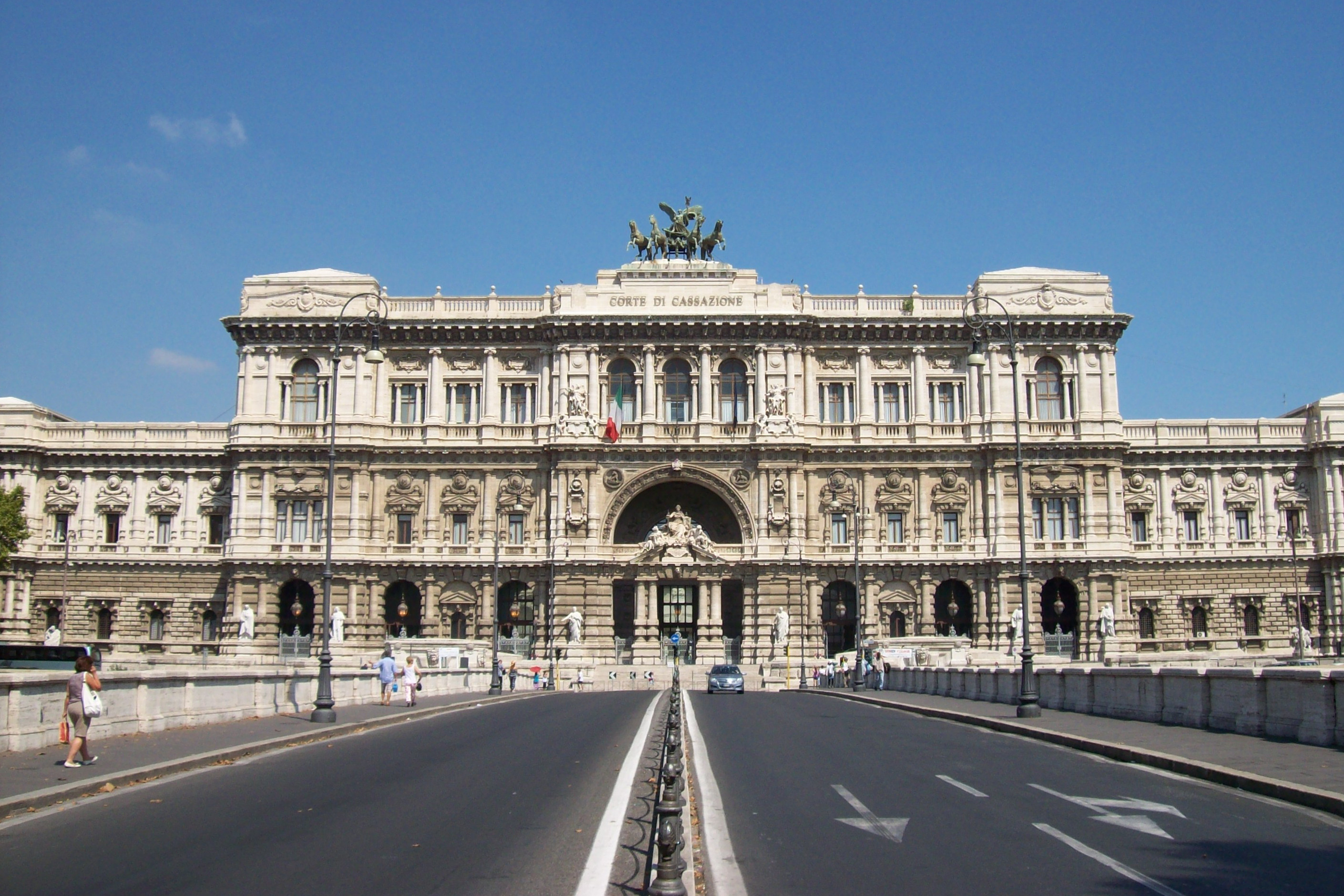
El Palacio de Justicia de Roma visto desde el Puente Humberto I.

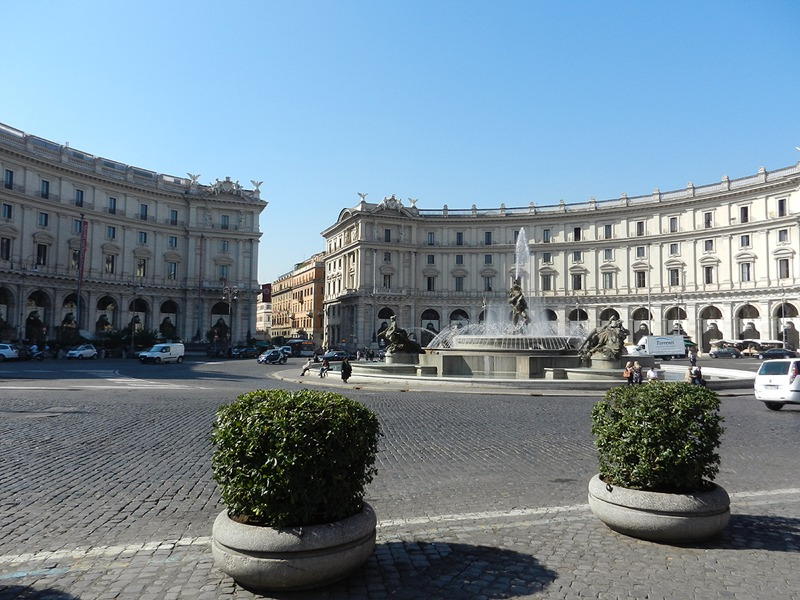
La Plaza de la República de Roma (1888).

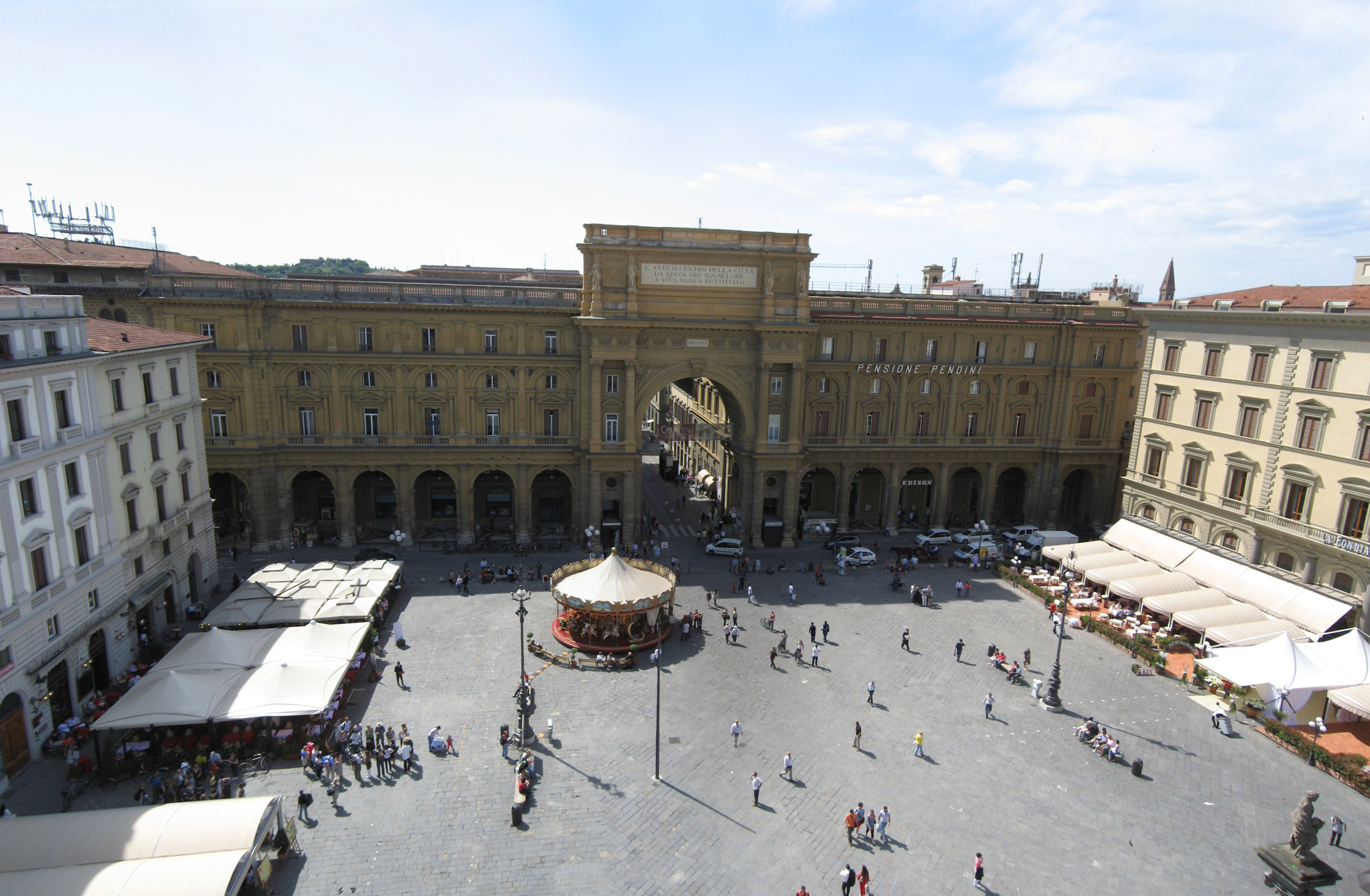
La Plaza de la República de Florencia (1865).

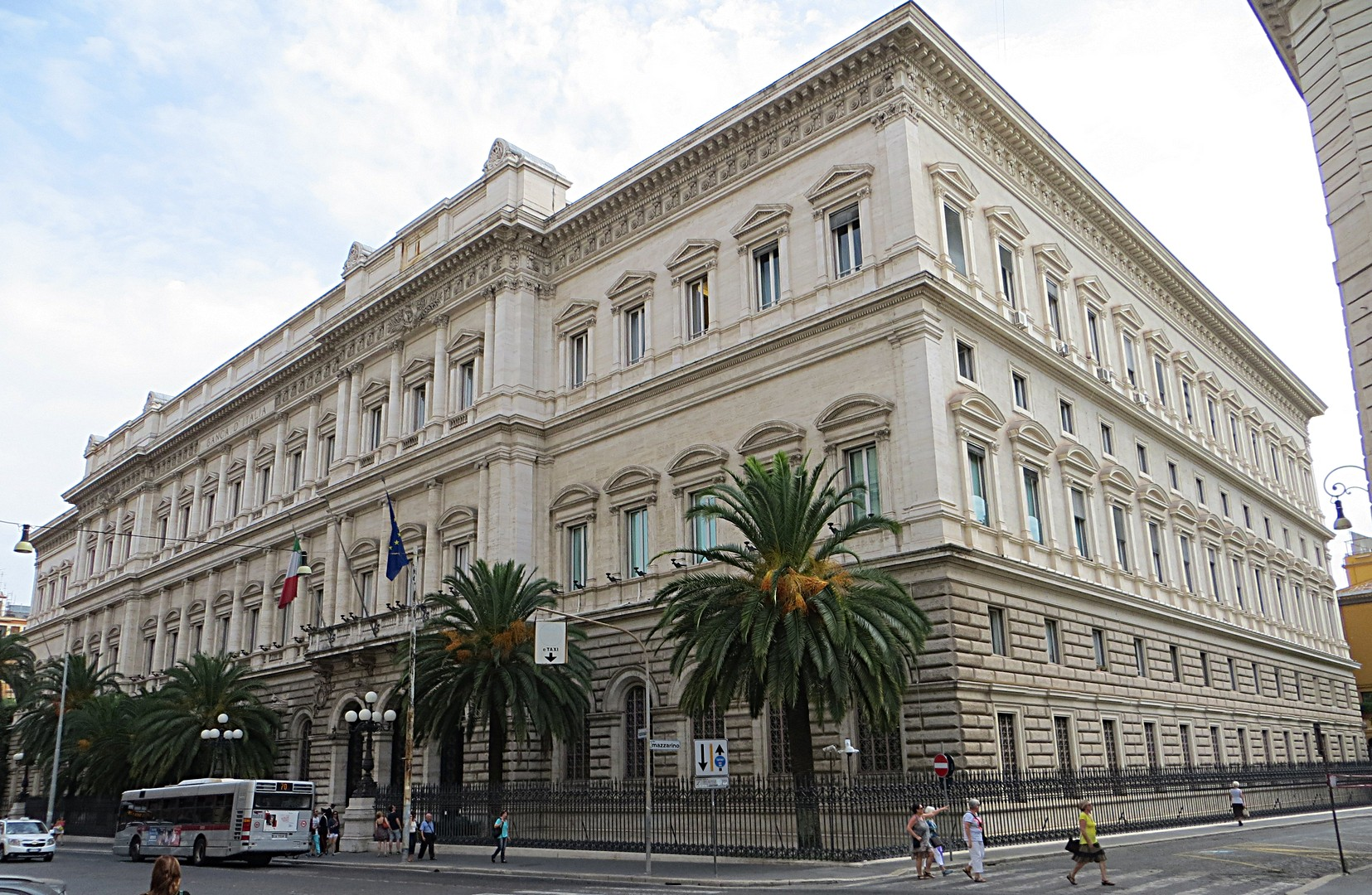
El Palazzo Koch.

Debido al rápido crecimiento de la población italiana a finales del siglo xix, así como la necesidad del nuevo gobierno nacional de dejar su marca en las ciudades del nuevo reino, se pueden encontrar ejemplos del estilo humbertino en todas las ciudades importantes de Italia. El estilo se encuentra con fuerza en Roma, debido a la construcción de numerosos edificios de este estilo en el momento de la gran expansión inmobiliaria del cambio de siglo y a la intención de hacer de ella una ciudad moderna, digna capital del reino. Por esto, muchos edificios construidos después de 1870 presentan las características del estilo humbertino, aunque desviándose, en numerosos ejemplos, hacia el barocchetto romano.
Entre los edificios notables de estilo humbertino se encuentran:
- Plaza de la República, Florencia (1870).
- Galería Víctor Manuel II, Milán (1878).
- Piazza Vittorio Emanuele II, Roma (1882).
- Palazzo delle Esposizioni, Roma (1883).
- Palacio de Justicia, Roma (1885).
- Palazzo Margherita, Roma (1886).
- Plaza de la República, Roma (1887).
- Palazzo Koch, Roma (1888).
- Galleria Umberto I, Nápoles (1890).
- Palazzo del Viminale, Roma (1911).

### Palacio de Justicia de Roma
Uno de los ejemplos más importantes de este estilo es el Palacio de Justicia de Roma, actual sede de la Corte Suprema de Casación, proyectado por Guglielmo Calderini en torno a 1884, en el cual se puede apreciar alguna reminiscencia de la Ópera Garnier de París.

### Palazzo Koch
El Palazzo Koch, situado en la Via Nazionale de Roma y actual sede oficial de la Banca d'Italia, es otro testimonio de este estilo, en este caso particularmente inclinado hacia el neorrenacimiento. Debe su nombre a su diseñador, el arquitecto Gaetano Koch, y fue construido entre 1888 y 1892.

### Palazzo della Provincia de Piacenza
El Palazzo della Provincia de Piacenza está considerado otro ejemplo de edificio de estilo humbertino, caracterizado por la fusión de los estilos renacentista y neoclásico, unidos en un complejo de gran equilibro espacial y volumétrico, animado por elementos modernistas. Proyectado por la oficina técnica provincial en 1912, posteriormente fue reelaborado en su forma actual por el arquitecto Manfredo Manfredi, que ya había trabajado en Roma en grandes encargos públicos, como el Monumento a Víctor Manuel II en la Piazza Venezia y el Palazzo del Viminale. Los elementos modernistas se deben a la tardía fecha de construcción del edificio, cuando el estilo humbertino ya estaba decayendo.

### Villino Durante de Roma
El Villino Durante es, por su parte, uno de los ejemplos más representativos del estilo humbertino en Roma en lo que respecta a la arquitectura privada. Fue construido a partir de 1889 para el cirujano y senador siciliano Francesco Durante, en el extremo de la Villa Patrizi que, bombardeada en 1849 y en la toma de Roma de 1870, se encontraba en un estado de abandono. Para el proyecto fue llamado el conocido arquitecto Giulio Podesti, que ya dirigía las obras del Policlínico Humberto I.